# Cărpiniș
Cărpiniș (in ungherese Gyertyámos, in tedesco Gertianosch o Gertjanosch) è un comune della Romania di 5118 abitanti, ubicato nel distretto di Timiș, nella regione storica del Banato. 
Il comune è formato dall'unione di 2 villaggi: Cărpiniș e Iecea Mică.
Nel 2004 si è staccato da Cărpiniș il villaggio di Iecea Mare, andato a formare un comune autonomo.